# Anders Aplin
Anders Aplin (Szingapúr, 1991. június 21. –) szingapúri válogatott labdarúgó.

## Klub
A labdarúgást a Singapore Cricket Club csapatában kezdte. 2015-ben a Singapore Recreation Club csapatához szerződött. 2016 és 2019 között a Geylang International FC csapatában játszott. 55 bajnoki mérkőzésen lépett pályára. 2020-ban a Hougang United FC csapatához szerződött.

## Nemzeti válogatott
2018-ban debütált a szingapúri válogatottban. A szingapúri válogatottban 2 mérkőzést játszott.

## Statisztika
| Szingapúri válogatott | Szingapúri válogatott | Szingapúri válogatott |
| Időszak               | Mérk.                 | gól                   |
| --------------------- | --------------------- | --------------------- |
| 2018                  | 2                     | 0                     |
| Összesen              | 2                     | 0                     |